# Фано-Адриано
Фано-Адриано (итал. Fano Adriano) — коммуна в Италии, расположена в регионе Абруццо, подчиняется административному центру Терамо.
Население составляет 395 человек, плотность населения составляет 11 чел./км². Занимает площадь 35 км². Почтовый индекс — 64044. Телефонный код — 0861.
Покровителем населённого пункта считается святой Валентин. День города ежегодно празднуется 14 февраля.